# 瓦

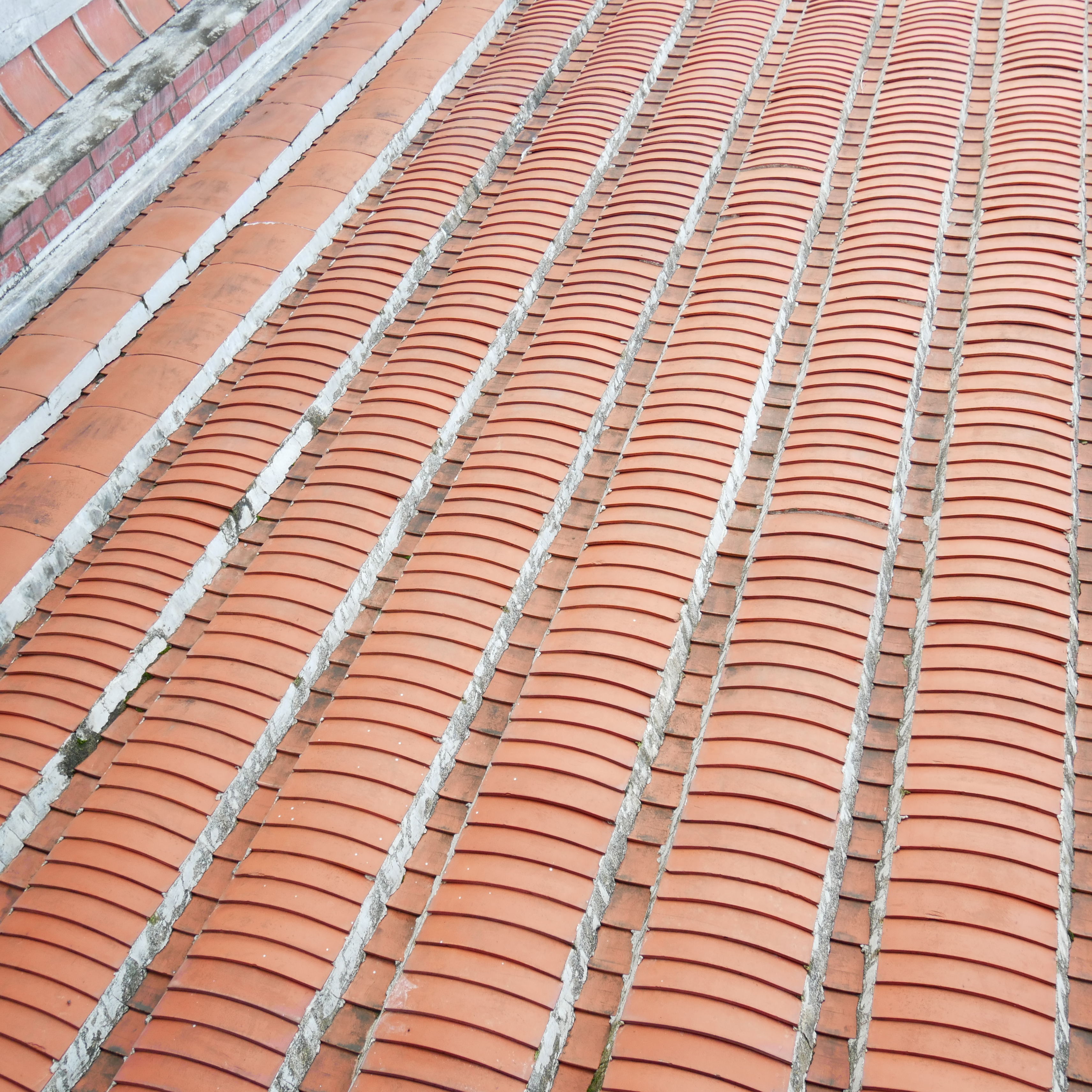
新芳春茶行屋頂瓦

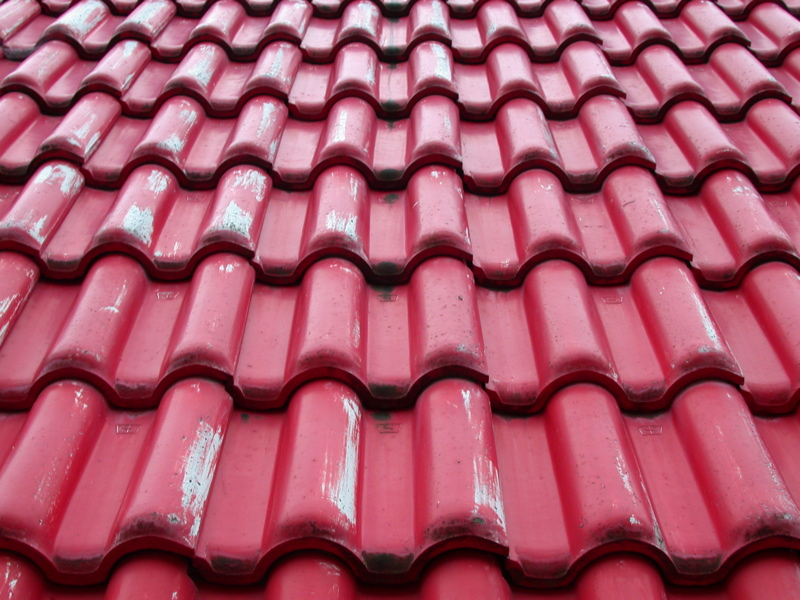
日本西式屋瓦

瓦（或稱屋瓦、瓦片）是屋頂上加蓋片狀物的建築風格，通常搭配尖斜式屋頂，常見於亞洲和歐洲。

## 歷史
- 从现已发掘的资料及实物来看，瓦在中国的龙山文化时期的石峁遗址和陶寺遗址以及齐家文化中就已有出现。[1][2][3][4][5]《世本•作篇》:“桀作瓦屋。”商代的二里头遗址第四期晚段和郑州商城均出土有陶质板瓦[6][7][8]，安阳殷墟虽至今未确认发现瓦，但在同为商代后期的汤阴县南的故城遗址也出土过青灰色粗绳纹筒瓦[9]。四川省广汉市三星堆遗址宫殿区也出土了一批陶瓦，包括板瓦和筒瓦，形制多样，基本为夹砂灰黑陶，泥条盘筑，素面，多在靠边处有圆形穿孔。[10]但一直到西周前期，瓦仍然很不普及，西周后期砖瓦有所增加，到了春秋时期砖瓦房逐渐普及。[11][12][13]一种说法认为中国的瓦於西元588年與佛教同時由百濟傳入日本。[14]
- 早在公元前640年在希臘奧林匹亞興建的赫拉神廟，是有屋瓦的西方建築物中最古老的，瓦用黏土燒成。燒瓦技術很快傳遍歐亞。
- 羅馬人率先使用砂岩和石灰岩混合製瓦，12世紀才普遍使用黏板岩。

## 用途
- 防止雨水滲漏至屋內。
- 隔熱，防止白天的太陽輻射熱直接傳至屋內。當瓦片交疊鋪設於尖斜式屋頂時，可產生一個用於隔熱的空氣間距。

## 延伸阅读
[在维基数据编辑]
 《欽定古今圖書集成·經濟彙編·考工典·瓦部》，出自陈梦雷《古今圖書集成》